# شکارچی خون
شکارچی خون (انگلیسی: Bloodhunt) یک بازی بتل رویال رایگان ساخته شده توسط شارکماب می‌باشد که در ۲۷ آوریل ۲۰۲۲ برای مایکروسافت ویندوز و پلی‌استیشن ۵ منتشر شد.